# Швабская кухня

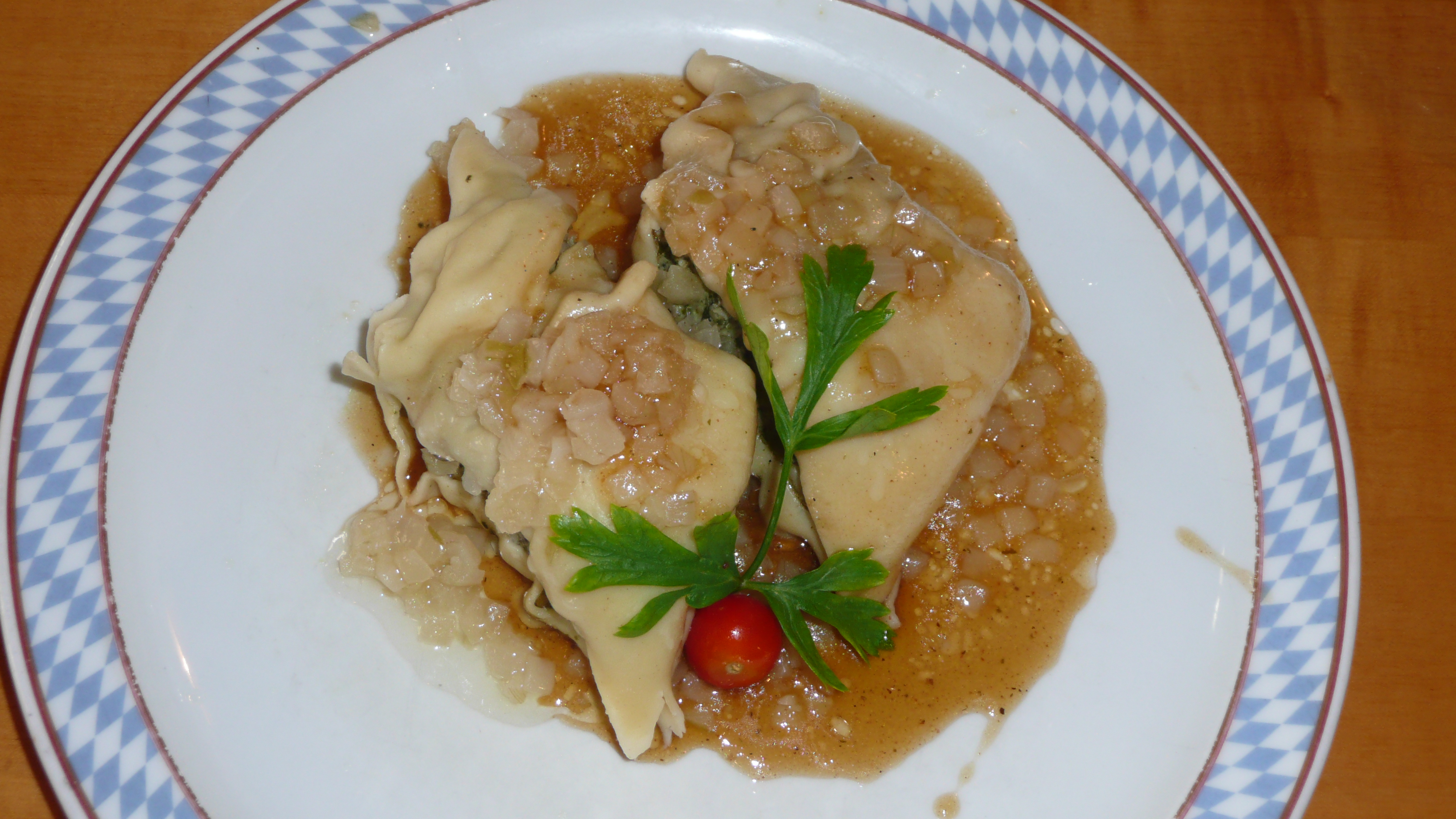
Маульташены, сервированные с жареным луком

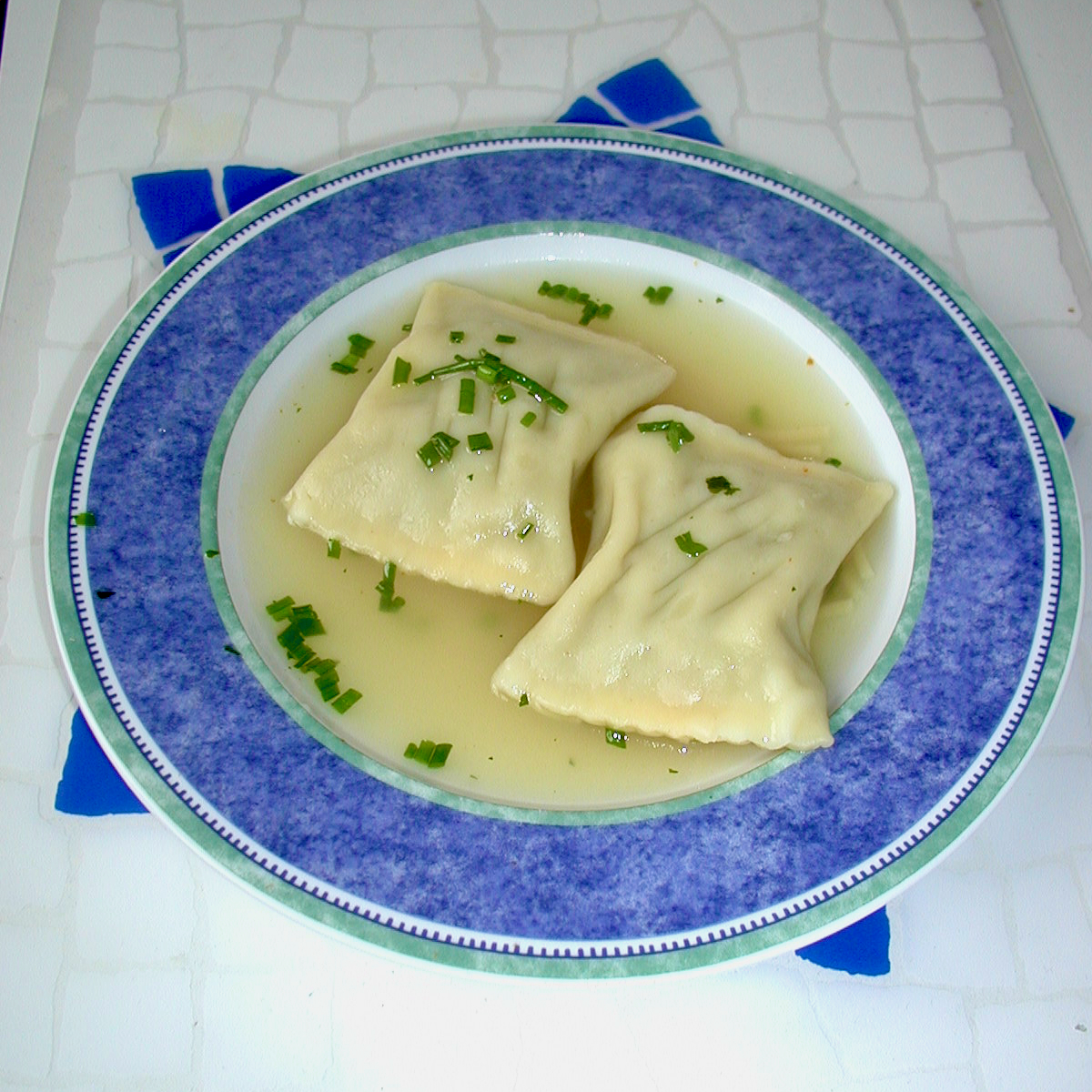
Суп с маульташенами

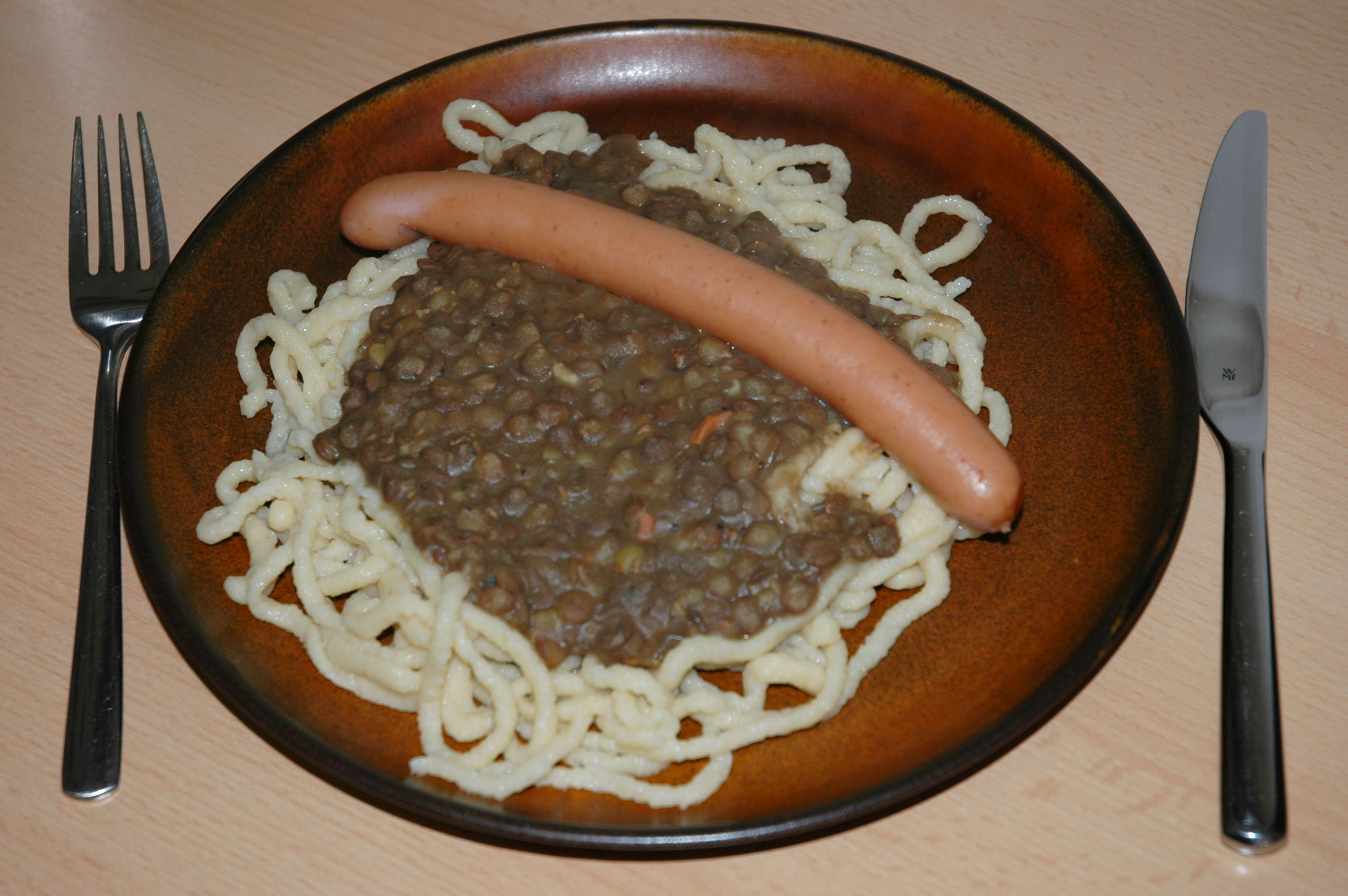
Чечевица со шпецле и сосиской

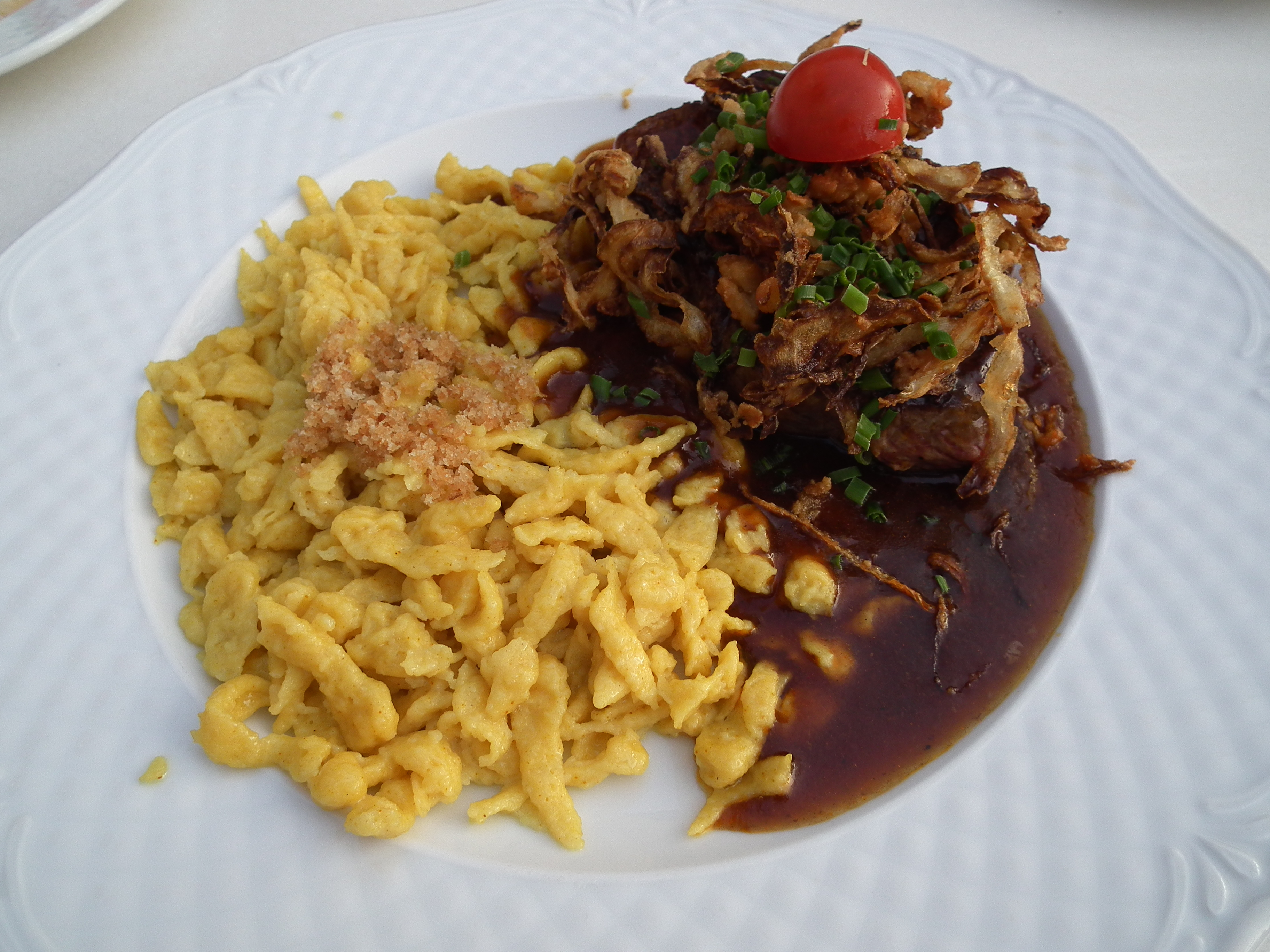
Ростбиф с луком и шпецле

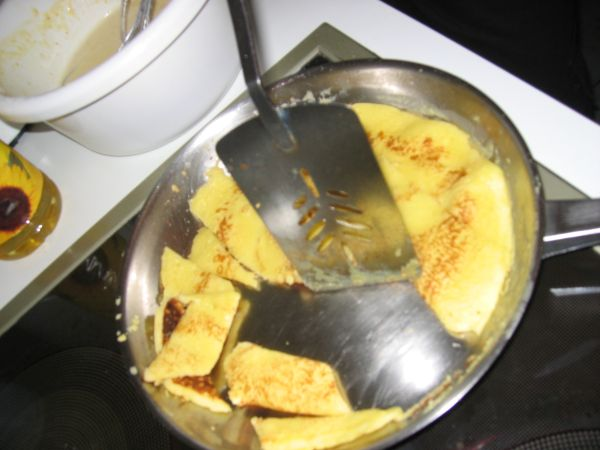
Кайзершмаррн

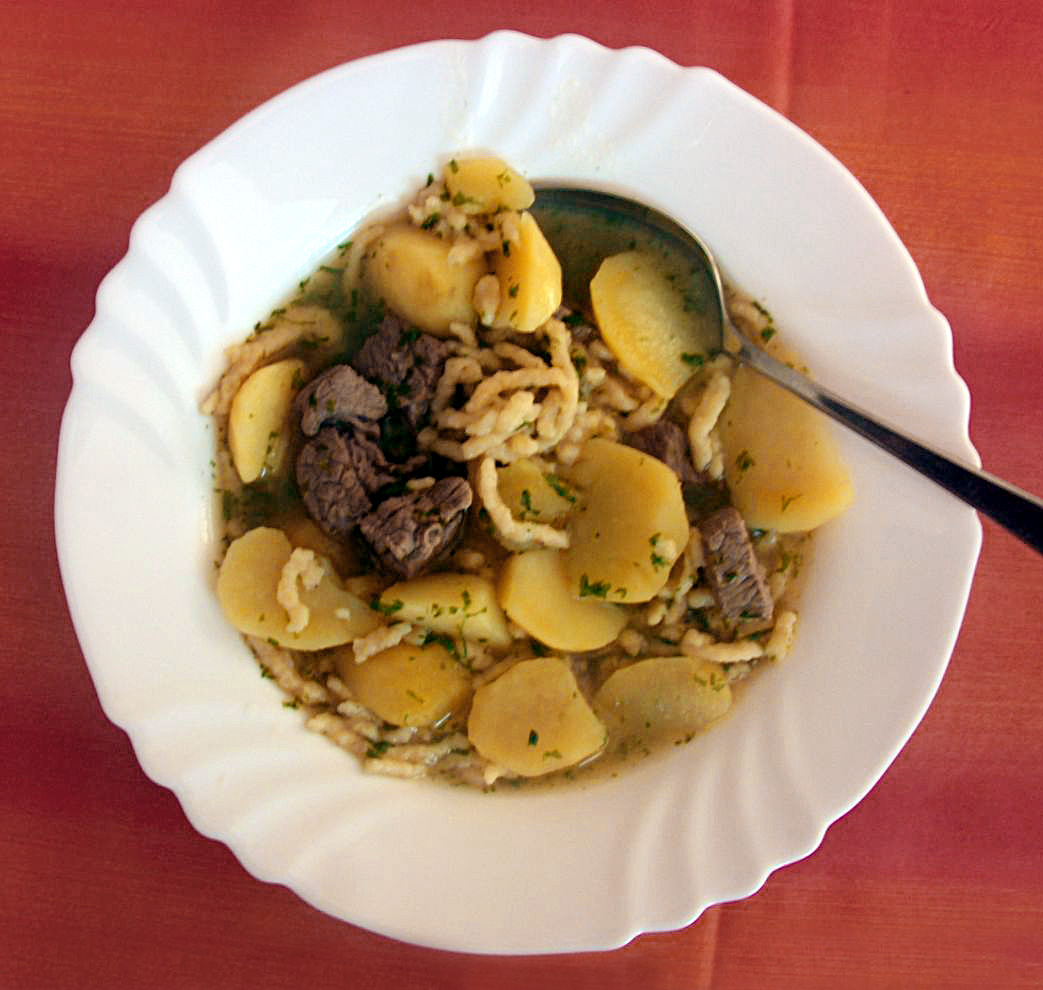
Гайсбургский марш

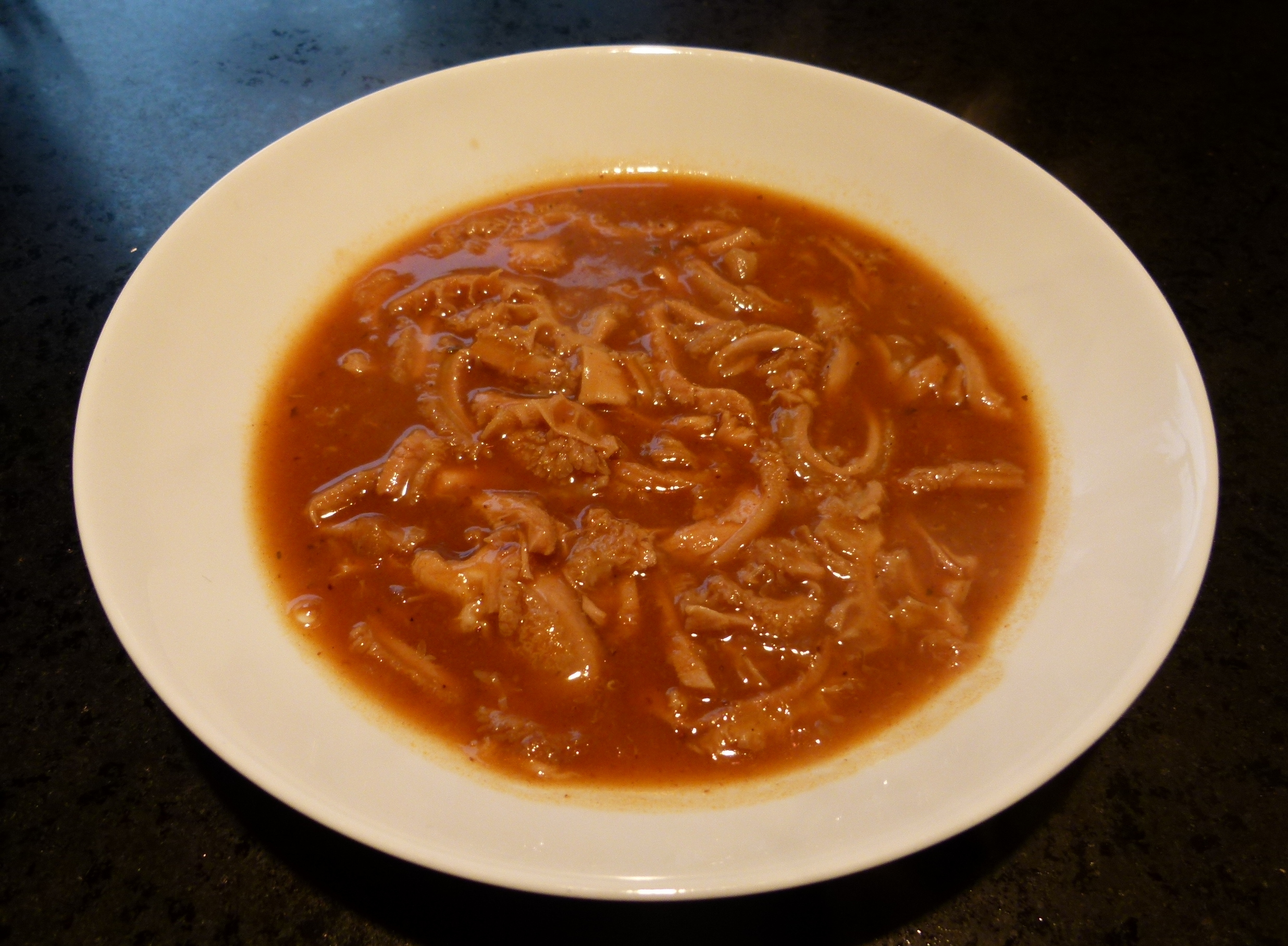
«Кислая требуха»

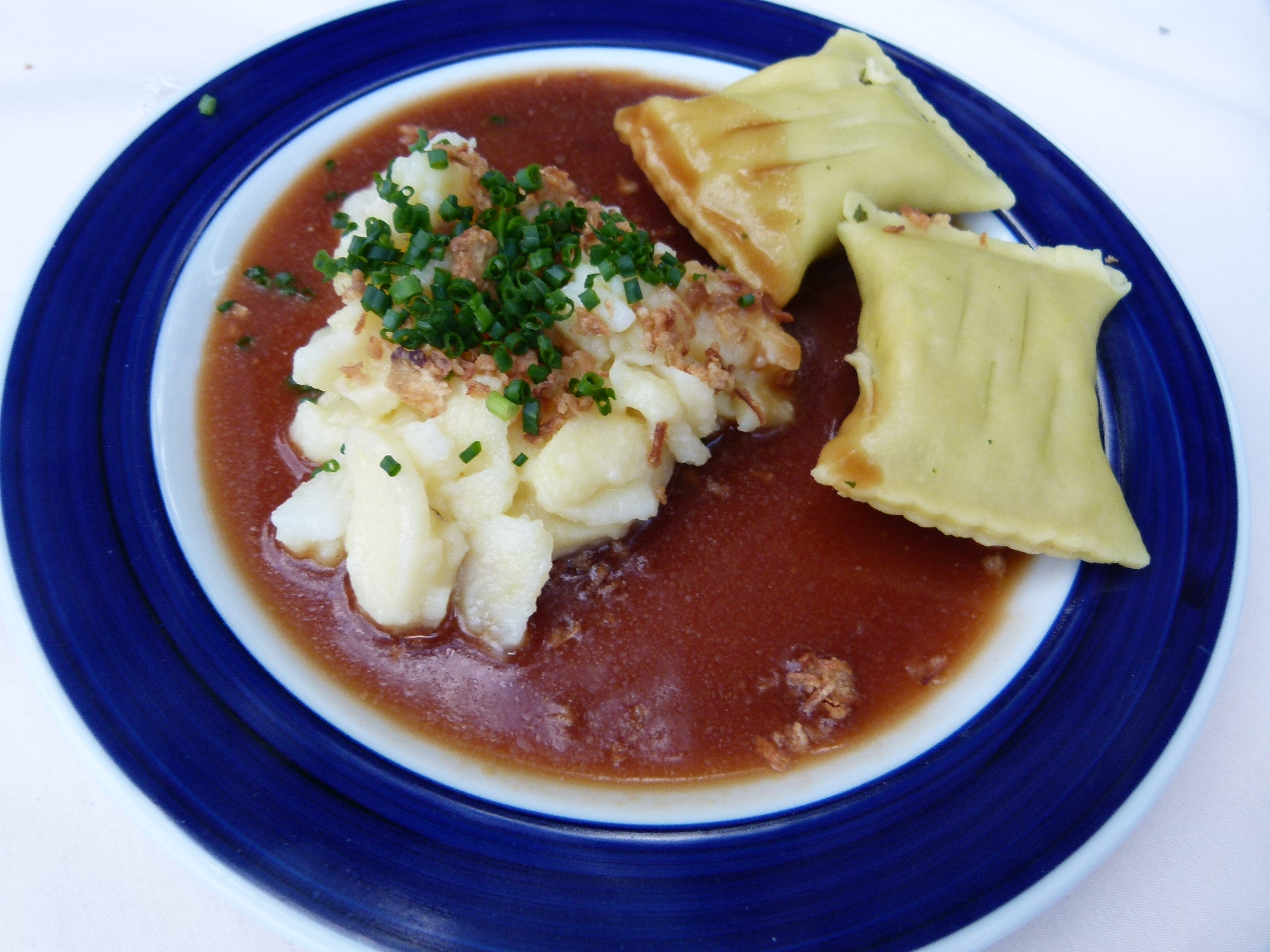
Швабский картофельный салат с маульташенами

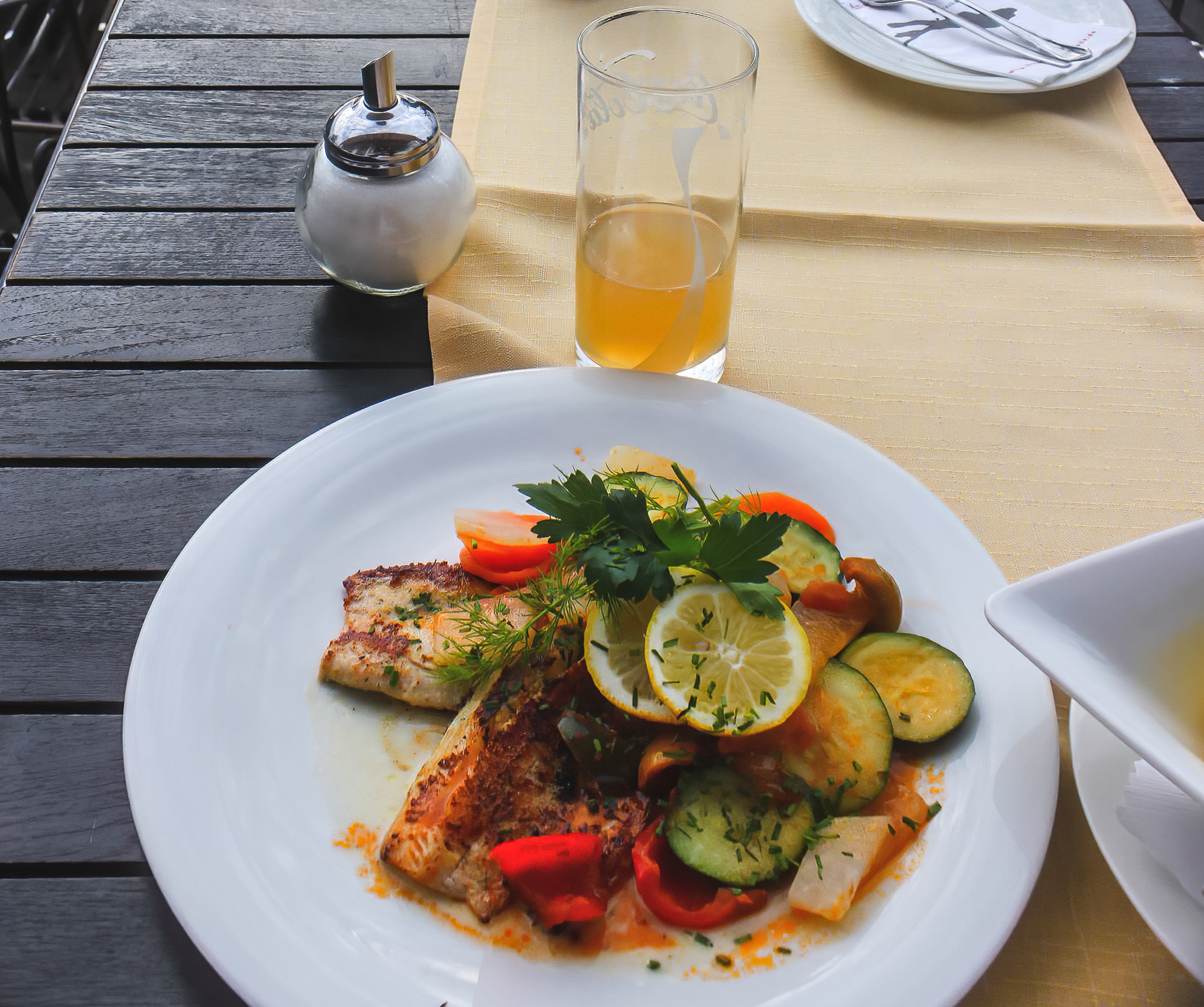
Филе сига с овощами в ресторане у Боденского озера

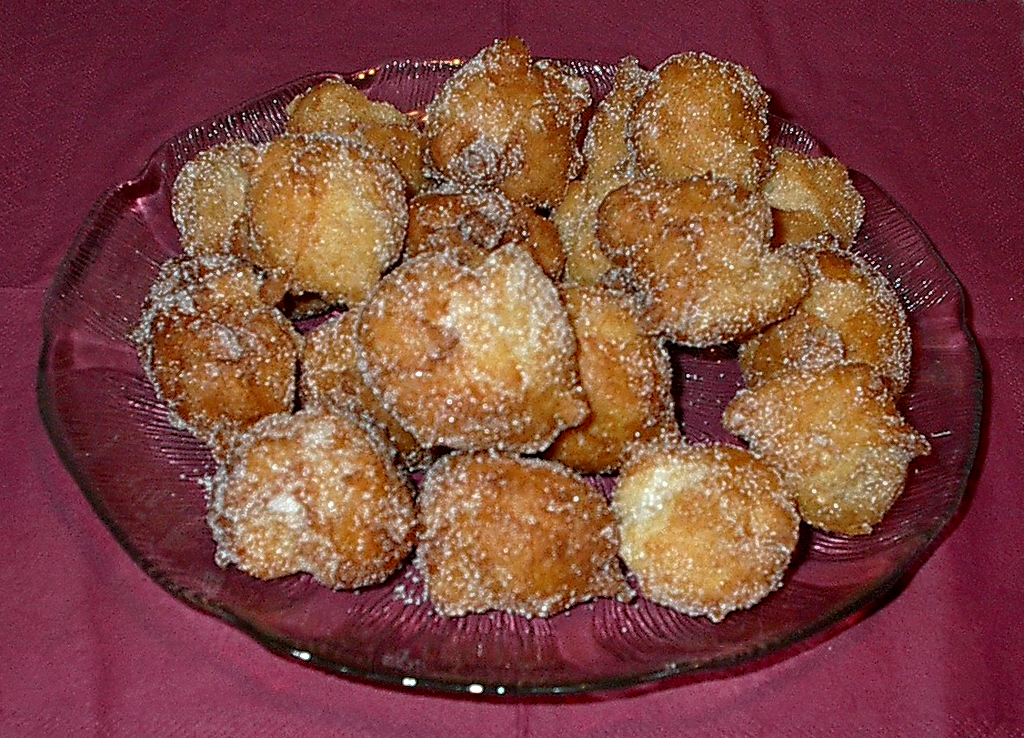
Нонненфюрцле

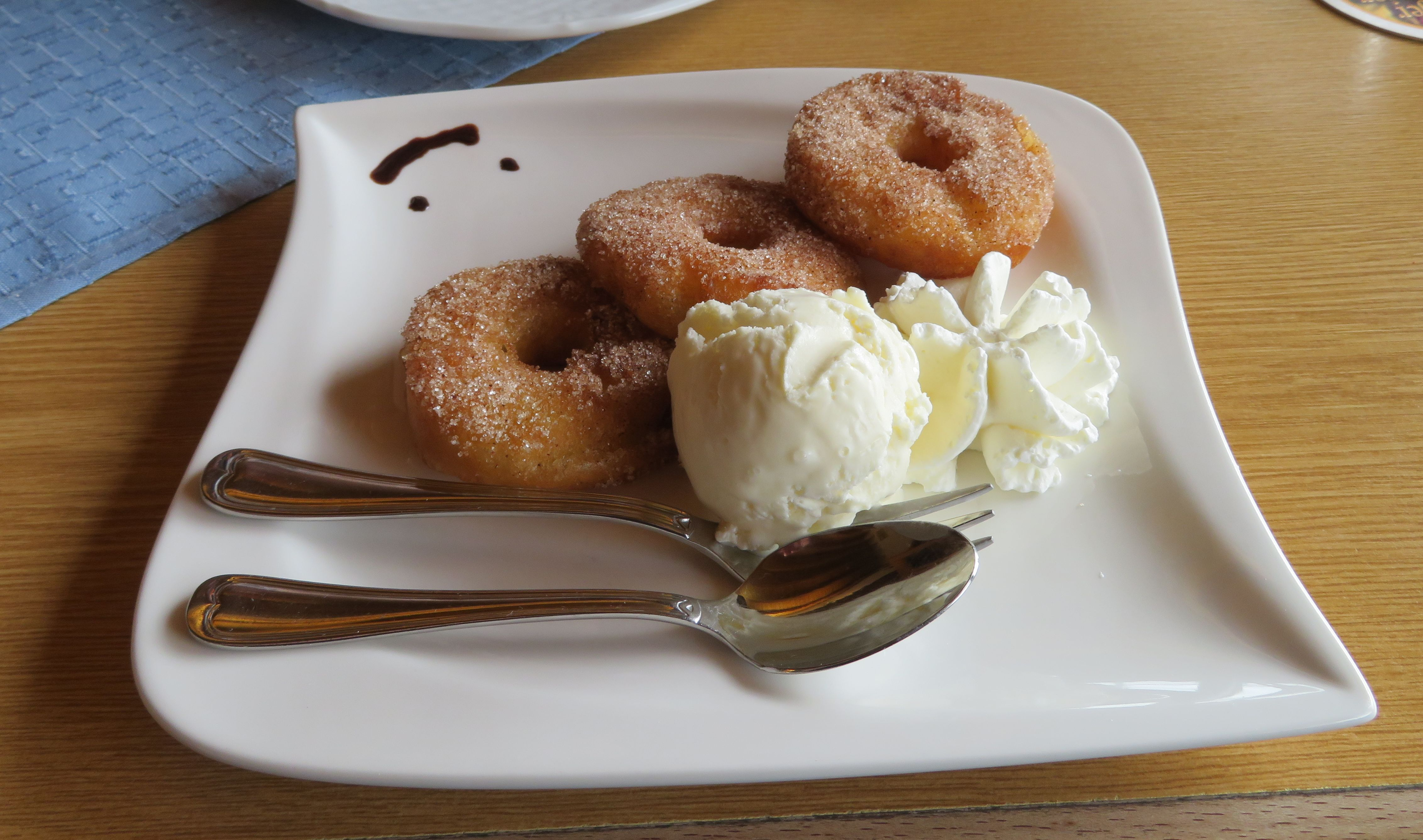
Апфелькюхле, сервированные с ванильным мороженым и взбитыми сливками

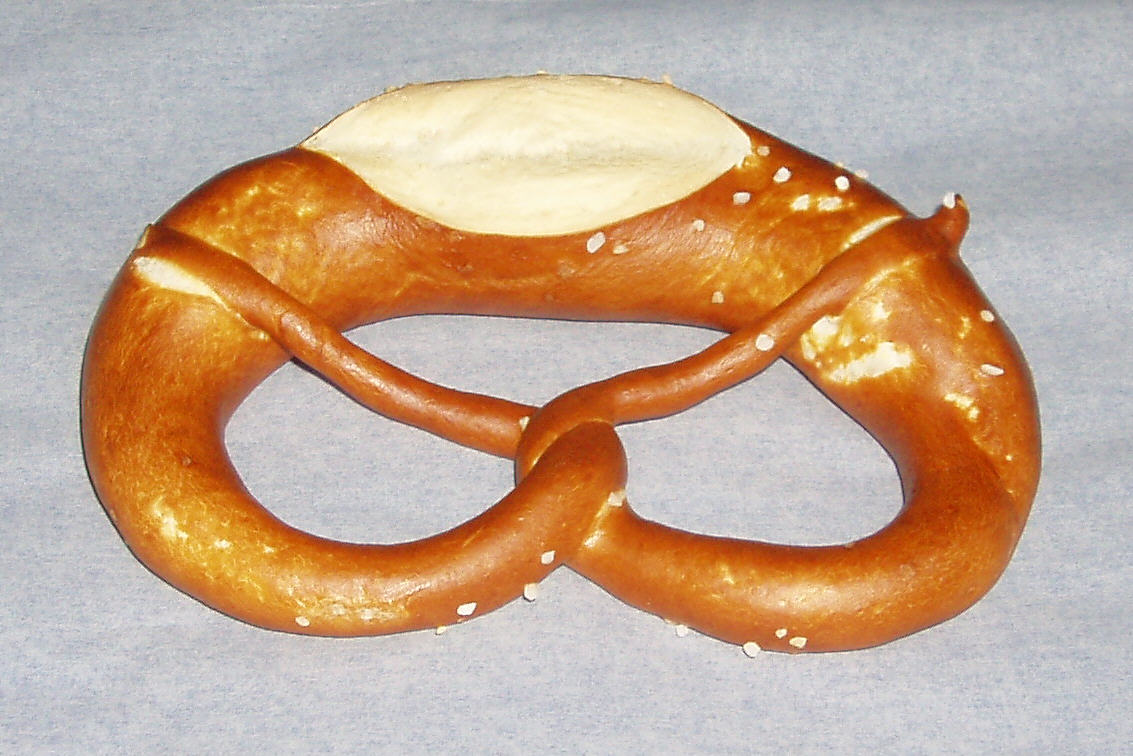
Брецель

Рейнеке-Лис:

Повесят! Можете не сомневаться!

Один-единственный выход: смываться!

В Швабию. Дорога хоть нелегка,

Зато там никто нас не знает пока.

Ах боже, какие там водятся гуси,

Какие утки! Как раз в вашем вкусе!

Какие кролики, курочки, пташки,

Финики, фиги, изюм, фисташки!

А если б вы знали, какие там булки!

Ей-богу, Швабия стоит прогулки.
Швабская кухня (нем. schwäbische Küche) — региональная кухня на юге Германии — в Вюртемберге, Баварской Швабии, Алльгое и Форарльберге. В отличие от баденской кухни, испытавшей французское влияние, швабская кухня сохранила свою историческую простоту и натуральность. Традиционная швабская кухня базируется на простых, сытных и несложных в приготовлении блюдах — так называемой «бедняцкой еде». Центральное место среди швабских блюд занимают блюда из яичного теста в самых различных вариантах, например, шпецле и маульташены, а также добротные супы, блюда из картофеля и айнтопфы. В швабской кухне известно много региональных сортов хлеба, сыра и колбас, а также выпечки, десертов и напитков.

## История
В течение многих сотен лет бедные и каменистые почвы Швабского Альба не позволяли разводить домашний скот крупнее коз. Мясо на обед могли себе позволить немногие, оно считалось «барской едой». Простой люд питался в основном потрохами и мучными блюдами и научился готовить вкусные блюда, которыми не брезговали даже богачи. Швабская пословица гласит: «У богатых надо учиться экономить, а кашеварить — у бедняков» (Bei de Reiche lärnd ma s’schbara, bei de Arme s’kocha). Кухня Верхней Швабии более разнообразна: развивавшееся там животноводство давало молоко, сливки и сыр. На кухню Швабии также повлияли общественные и конфессиональные особенности: в пиетистских районах старого Вюртемберга еда скудная, предназначенная преимущественно для обеспечения жизнедеятельности. В католических Верхней и Баварской Швабиях под влиянием Австрии и монастырей к пище относились скорее как к удовольствию, в этих регионах значительно больше обильных мучных блюд. В середине XVII века в Швабии появился картофель, который пришёлся по вкусу и интегрировался в местные кулинарные традиции, например, в шупфнуделях, картофельном салате и жареном картофеле.

## Блюда из теста
В швабской кухне широко распространены блюда из теста, в первую очередь маульташены и шпецле, которые для швабов что равиоли и макароны — для итальянцев. По одной из легенд, эти рецепты привезли из Эмилии-Романьи в Швабию сами императоры из Штауфенов. Из свежего теста на яйцах в различных вариантах готовят полноценные обеденные блюда или гарниры, обязательно с соусами, бульоном или сливочным маслом. После варки изделия из теста также обжаривают на смальце и подают политыми горячим жиром. Швабские пельмени — маульташены с начинкой из мяса, шпината, репчатого лука и размоченного хлеба в последнее время обрели известность и за пределами Швабии и Германии и поставляются на экспорт. Их подают в насыщенном говяжьем бульоне, с жареным луком или порезанными и обжаренными с яйцом.
За пределами Вюртемберга также известны шпецле, которые в Швабии столь же важный гарнир к мясным блюдам с соусом, как отварной картофель на севере Германии. Шпецле готовят из вязкотекучего теста на муке, яйцах и воде, которое измельчают на специальной тёрке или пресс-пюре непосредственно в кипящую воду. По легенде, швабские невесты в старину проходили тестирование у будущих свекровей на предмет умения натереть шпецле в кастрюлю, не накрошив вокруг. В продаже имеются также высушенные шпецле, ничем не отличающиеся от обычных макаронных изделий, которые обычно покупают туристы. Шпецле с сыром, шпецле с колбасой и чечевица со шпецле являются самостоятельными блюдами. Как правило, их подают с обжаренными в сливочном масле панировочными сухарями или жареным репчатым луком. Шпецле иногда выступают и десертным блюдом, тогда их сервируют с апфельмусом.
Из картофельного теста в смеси с мукой в швабской кухне готовят шупфнудель — продолговатые с острыми кончиками клёцки, которые сначала отваривают в подсоленной воде, а затем поджаривают до румяной корочки в сливочном масле. Шупфнудель сервируют обжаренными с квашеной капустой и шпигом, но также и в качестве десерта с коричным сахаром или апфельмусом. Шупфнудель с капустой — популярное угощение на винных фестивалях, фастнахте, ярмарках и церковных праздниках.
Швабские блины, испечённые на растительном масле, режут на мелкую стружку и добавляют в супы. Их также едят целиком с начинкой из рубленого мяса или конфитюра. В Аугсбурге в блины заворачивают колбасный фарш в форме штруделя, такие «бретштрудели», порезанные кусочками, добавляют гарниром в прозрачные супы. Именитый шеф-повар Альфонс Шубек готовит с бретштруделями суп из бычьих хвостов. Более толстые блины, которые ещё на стадии приготовления измельчаются на более мелкие куски кулинарной лопаткой, называются по-немецки «шмаррн», а в Швабии — «кратцете» или «штепперле». В отличие от австрийского кайзершмаррна кратцете — не только сладкое блюдо, но также, например, гарнир к спарже. Под влиянием соседней итальянской кухни появился вариант швабской пиццы —  на тостовом хлебе с бутербродной пастой из варёной ветчины с крем-фреш и сыром.

## Супы и айнтопфы
Швабы очень любят супы и айнтопфы, за что даже заслужили прозвище «суповые швабы», зафиксированное в Немецком словаре братьев Гримм. Сокровищем называл швабские супы ещё Ганс Сакс. Сытный суп с хлебом — часто основное блюдо на домашнем обеденном столе швабов. Айнтопф с военным названием «гайсбургский марш» с говядиной, картофелем, шпецле и жареным луком появился в трактире в штутгартском предместье и пользовался такой популярностью в штутгартском гарнизоне, что солдаты и офицеры отправлялись туда обедать строевым порядком.

## Мясные и рыбные блюда
В исторически небогатом Вюртемберге ели сравнительно мало мяса. Тем не менее, помимо бараньего жаркого и ростбифа с луком, традиционно подаваемого со шпецле, в местной кухне имеется ещё целый ряд региональных специалитетов. Большой, но не безраздельной популярностью пользуется «кислая требуха», которую можно приобрести уже «белой», то есть очищенной, вымоченной и даже отваренной. В Швабии требуху режут тонкими полосками, тушат в мучной пассеровке и приправляют уксусом или вином. Как и в других регионах Южной Германии, в Швабии готовят «кислые почки» и «кислую печень»; их так же режут полосками, поджаривают и подают под соусом с шпецле или жареным картофелем и зелёным салатом. В швабский колбасный салат идут кровяная или болонская колбаса и мясной хлеб, нарезанные тонкими полосками, тонко нарезанный кольцами или кубиками репчатый лук, маринованные огурцы и лук скорода под винегретной заправкой. Швабские голубцы называются «квакши» (нем. Laubfrosch), их начиняют колбасным фаршем, приправленным солью, перцем и мускатным орехом, с добавлением листьев шпината и измельчённых несвежих булочек и жарят на сковороде или запекают в духовке.
На Боденском озере, именуемом «Швабским морем», ведётся лов местных сигов трёх видов: голубых, проточных и песчаных, которых жарят, готовят на пару и коптят. Рекордные выловы сига в Боденском озере, как 1200 тонн в 1977 году, остались в экологически небезопасном прошлом, когда показатели концентрации фосфора, попадавшего в озёрную воду из спускаемых сточных вод, находились на пике и вызывали неконтролируемый рост планктона, основного источника питания сигов. С улучшением экологической обстановки на Боденском озере благодаря более эффективным очистительным установкам вода стала чище, но популяция сигов значительно меньше, и в 2020 году было выловлено лишь 200 тонн. Рыболовство на Боденском озере находится в упадке, имеются проекты искусственного разведения сигов, а туристов зачастую угощают импортной рыбой.

## Прочие блюда
В Швабии квасят свою капусту — фильдеркраут, острокочанную белокочанную капусту «шпицколь» (Brassica oleracea var. capitata f. alba), выращиваемую в Фильдере под Штутгартом. Картофельный салат в Швабии готовят без майонеза, шпига и маринованных огурцов, а только из горячего и тонко порезанного картофеля с мелко порубленным репчатым луком под маринадом из тёплого бульона с уксусом и растительным маслом, дают ему пропитаться и потребляют полутёплым. Каждая уважающая себя швабская хозяйка хранит свой рецепт действительно «настоящего» швабского картофельного салата.

## Десертные блюда
Хлебную запеканку «офеншлупфер» с яблоком готовят из вчерашнего белого хлеба в яично-сливочной смеси с сахаром, ванилью и корицей, переложенного слоями нарезанных дольками яблок с изюмом и миндальной стружкой. «Вишнёвым Михелем» называется запеканка из теста, приготовленного из несвежих булочек со сливочным маслом, молоком, яйцом и сахаром, в которое добавляют черешню или вишню. Пфитцауф — воздушное яичное суфле, выпекаемое в специальных керамических формах, сервируется обычно с апфельмусом или ванильным соусом, но также и с сыром и шпигом. Алльгойские нонненфюрцле (нем. Nonnenfürzle — «монашкины пуки») — жаренные во фритюре воздушные пончики из дрожжевого теста, традиционное блюдо в карнавальное время. Перед подачей их посыпают сахарной пудрой или сервируют с вишнёвым или ванильным соусом. Апфелькюхле — жаренные во фритюре яблочные дольки в тесте, их подают с ванильным соусом. Дампфнудели в Швабии готовят с тёмной солёной корочкой внизу и потребляют с фруктами из компота. В Швабии также популярны бухтели, похожие на дампфнудели, но у них есть корочка и сверху. Из манной каши, запечённой на противне, готовят десерт «грисшнитте». Застывшую массу разрезают ромбиками и обжаривают до золотистого цвета на сковороде. Грисшнитте подают с компотом или апфельмусом или посыпают корицей. Сладкий брецель из слоёного теста с миндальными лепестками, широко распространённый в Штутгарте, называется «русским» или «Ольгиным» в честь великой княжны Ольги Николаевны, королевы Вюртемберга.

## Хлебобулочные изделия

### Хлеб и выпечка
Швабский хлеб отличается огромным разнообразием местных сортов, тем не менее в каждой булочной можно обнаружить щелочную выпечку (брецели, булочки и батончики), а также плетёные булки из дрожжевого теста. Булочки в Швабии выпекают обычно в форме кайзерок, как в Баварии или Австрии. «Швабская душа» — белый хлеб с золотистой корочкой из спельтового дрожжевого теста в форме багета, посыпанный тмином и крупной солью, происходит из Верхней Швабии.

### Пироги
Швабский сметанный пирог похож на эльзасский тарт фламбе, его выпекают на тонком дрожжевом тесте с луком и шпигом. Помимо сметаны в начинку могут входить яйцо, тмин и петрушка. Как сметанный, так и луковый пирог в Швабии готовят в круглой разъёмной форме и подают со сладким мустом или новым вином.
Из песочного теста в Швабии пекут сладкие пироги с начинкой из красной смородины и взбитых белков. Большой популярностью пользуется мелкая сладкая выпечка, в частности, улитки из дрожжевого теста с миндально-коричной или ореховой начинкой. Ореховые рожки, похожие по виду на круассаны, готовят из дрожжевого теста с начинкой из лесного ореха. В Рождество в Швабии пекут самые разнообразные плецхен и шпрингерле с анисом.

## Напитки
В Швабии пьют много вина, в особенности в вюртембергских винодельческих регионах у Неккара. В Швабии часто употребляют мост — забродивший яблочно-грушевый сок. Самыми распространёнными сортами пива в Швабии являются похожие на мюнхенский светлый лагер экспорт или лагер, а также пильзнер и вайсбир.